# 山坑螺
山坑螺是中国廣東省客家人聚居的山區的一种生长在山涧溪流中的螺。這種螺呈圆锥形，一般色黑，大小如小手指。每年秋天是吃山坑螺的最佳时节，相对于普通田螺，山坑螺肉质較為鲜美，更脆更有弹性，螺味也更浓。